# Elecciones provinciales de San Juan de 1931
Las elecciones generales de la provincia de San Juan de 1931 tuvieron lugar el domingo 8 de noviembre del mencionado año, al mismo tiempo que las elecciones presidenciales y legislativas a nivel nacional, con el objetivo de restaurar las instituciones democráticas constitucionales y autónomas de la provincia después del golpe de Estado de septiembre de 1930 que provocó la intervención federal de la provincia con el derrocamiento del gobierno constitucional de Hipólito Yrigoyen. Fueron las sextas elecciones desde la instauración del sufragio secreto en la Argentina, y las primeras en San Juan que se realizaron bajo sufragio universal de hombres y mujeres, siendo el distrito sanjuanino el único que implementaba el voto femenino en el país. Se realizaron en el marco de la Década Infame, ciclo histórico durante el cual el gobierno conservador se mantendría en el poder por medio del fraude electoral, lo que provocó la abstención de la Unión Cívica Radical, partido gobernante a nivel nacional antes del golpe.
El Partido Radical Bloquista, que había gobernado la provincia hasta la intervención federal de 1928, presentó a su líder Federico Cantoni para la gobernación. Beneficiado por la abstención del radicalismo, Cantoni obtuvo un aplastante triunfo con el 73,89% de los votos sobre el 13,88% de Arturo Storni, de la Alianza Demócrata Socialista, Domingo Elizondo, del Partido Liberal, y José Dalmiro Yanzón, del Partido Demócrata Nacional. Además del voto femenino, San Juan tuvo la más alta participación electoral de la jornada, con el 90,06% de los electores registrados emitiendo sufragio.
Cantoni asumió su mandato el 12 de mayo de 1932, sin embargo, no pudo finalizarlo ya que fue depuesto por un sangriento golpe de Estado interno que permitiría finalmente al régimen nacional intervenir la provincia, en febrero de 1934.

## Resultados

### Gobernador
|  | 73,89 % |

|  | 13,88 % |

|  | 7,02 % |

|  | 5,21 % |

|  | 97,13 % |

|  | 2,87 % |

|  | 100 % |

### Vicegobernador
|  | 73,91 % |

|  | 13,96 % |

|  | 7,01 % |

|  | 5,11 % |

|  | 97,13 % |

|  | 2,87 % |

|  | 100 % |

### Cámara de Diputados
| Partido         | Partido                        | Votos  | %     | Bancas |
| --------------- | ------------------------------ | ------ | ----- | ------ |
|                 | Unión Cívica Radical Bloquista | 20.891 | 73,56 | 30/30  |
|                 | Alianza Civil                  | 3.921  | 13,81 |        |
|                 | Partido Liberal                | 2.119  | 7,46  |        |
|                 | Partido Demócrata Nacional     | 1.451  | 5,11  |        |
|                 | Varios                         | 14     | 0,06  |        |
|                 |                                |        |       |        |
| Votos positivos | Votos positivos                | 28.399 | 97,11 |        |
| Votos en blanco | Votos en blanco                | 845    | 2,89  |        |
| Total de votos  | Total de votos                 | 29.244 | 100   |        |
| Fuente:         |                                |        |       |        |

#### Resultados por circunscripciones
| 25 de Mayo 1 Diputado               | 25 de Mayo 1 Diputado          | 25 de Mayo 1 Diputado       | 25 de Mayo 1 Diputado | 25 de Mayo 1 Diputado |
| Partido                             | Partido                        | Candidato                   | Votos                 | %                     |
| ----------------------------------- | ------------------------------ | --------------------------- | --------------------- | --------------------- |
|                                     | Unión Cívica Radical Bloquista | Sigifredo Bazán Smith       | 819                   | 82,56                 |
|                                     | Alianza Civil                  | Juan B. Guevara             | 119                   | 12,00                 |
|                                     | Partido Demócrata Nacional     | Pedro Valenzuela            | 27                    | 2,72                  |
|                                     | Partido Liberal                | Raúl L. Flores              | 27                    | 2,72                  |
|                                     |                                |                             |                       |                       |
| Votos positivos                     | Votos positivos                | Votos positivos             | 992                   |                       |
| Albardón 1º 1 Diputado              |                                |                             |                       |                       |
| Partido                             | Partido                        | Candidato                   | Votos                 | %                     |
|                                     | Unión Cívica Radical Bloquista | José Montilla Cano          | 562                   | 75,03                 |
|                                     | Partido Demócrata Nacional     | Álvaro J. Moya              | 84                    | 11,21                 |
|                                     | Partido Liberal                | Héctor F. González          | 74                    | 9,88                  |
|                                     | Alianza Civil                  | Carlos E. Guimaraes         | 29                    | 3,87                  |
|                                     |                                |                             |                       |                       |
| Votos positivos                     | Votos positivos                | Votos positivos             | 749                   |                       |
| Albardón 2º 1 Diputado              |                                |                             |                       |                       |
| Partido                             | Partido                        | Candidato                   | Votos                 | %                     |
|                                     | Unión Cívica Radical Bloquista | Adolfo Franchini            | 462                   | 79,52                 |
|                                     | Partido Liberal                | Aurelio Figueroa            | 61                    | 10,50                 |
|                                     | Partido Demócrata Nacional     | Alfredo Delgado Riveros     | 31                    | 5,34                  |
|                                     | Alianza Civil                  | Augusto Mallea Gil          | 27                    | 4,65                  |
|                                     |                                |                             |                       |                       |
| Votos positivos                     | Votos positivos                | Votos positivos             | 581                   |                       |
| Angaco Norte 1 Diputado             |                                |                             |                       |                       |
| Partido                             | Partido                        | Candidato                   | Votos                 | %                     |
|                                     | Unión Cívica Radical Bloquista | Silvestre Pérez             | 850                   | 76,58                 |
|                                     | Partido Liberal                | Aquiles E. Sarmiento        | 129                   | 11,62                 |
|                                     | Alianza Civil                  | Eduardo Novaro              | 128                   | 11,53                 |
|                                     | Partido Demócrata Nacional     | Pedro L. Garro              | 3                     | 0,27                  |
|                                     |                                |                             |                       |                       |
| Votos positivos                     | Votos positivos                | Votos positivos             | 1.110                 |                       |
| Angaco Sur 1 Diputado               |                                |                             |                       |                       |
| Partido                             | Partido                        | Candidato                   | Votos                 | %                     |
|                                     | Unión Cívica Radical Bloquista | Maximiliano Guillemain      | 778                   | 81,04                 |
|                                     | Alianza Civil                  | Juan C. Rodríguez           | 86                    | 8,96                  |
|                                     | Partido Liberal                | Ramón Romero                | 75                    | 7,81                  |
|                                     | Partido Demócrata Nacional     | Manuel J. Ferreyra          | 21                    | 2,19                  |
|                                     |                                |                             |                       |                       |
| Votos positivos                     | Votos positivos                | Votos positivos             | 960                   |                       |
| Calingasta 1 Diputado               |                                |                             |                       |                       |
| Partido                             | Partido                        | Candidato                   | Votos                 | %                     |
|                                     | Unión Cívica Radical Bloquista | Pedro Bartholomé            | 343                   | 75,22                 |
|                                     | Alianza Civil                  | Juan Astudillo              | 71                    | 15,57                 |
|                                     | Partido Liberal                | Vicente Cano                | 40                    | 8,77                  |
|                                     | Partido Demócrata Nacional     | Dalmiro Cano                | 2                     | 0,44                  |
|                                     |                                |                             |                       |                       |
| Votos positivos                     | Votos positivos                | Votos positivos             | 456                   |                       |
| Capital 1º 1 Diputado               |                                |                             |                       |                       |
| Partido                             | Partido                        | Candidato                   | Votos                 | %                     |
|                                     | Unión Cívica Radical Bloquista | Horacio Correa Moyano       | 1.002                 | 60,73                 |
|                                     | Alianza Civil                  | Ramón W. Tejada             | 379                   | 22,97                 |
|                                     | Partido Demócrata Nacional     | Alejandro Cambas            | 154                   | 9,33                  |
|                                     | Partido Liberal                | Ismael Fretez               | 115                   | 6,97                  |
|                                     |                                |                             |                       |                       |
| Votos positivos                     | Votos positivos                | Votos positivos             | 1.650                 |                       |
| Capital 2º 1 Diputado               |                                |                             |                       |                       |
| Partido                             | Partido                        | Candidato                   | Votos                 | %                     |
|                                     | Unión Cívica Radical Bloquista | Wenceslao Bates S.          | 379                   | 46,73                 |
|                                     | Alianza Civil                  | Ernesto Cortínez            | 205                   | 25,28                 |
|                                     | Partido Demócrata Nacional     | Argentino B. Echegaray      | 133                   | 16,40                 |
|                                     | Partido Liberal                | J. Eduardo Ormeño           | 94                    | 11,59                 |
|                                     |                                |                             |                       |                       |
| Votos positivos                     | Votos positivos                | Votos positivos             | 811                   |                       |
| Capital 3º 1 Diputado               |                                |                             |                       |                       |
| Partido                             | Partido                        | Candidato                   | Votos                 | %                     |
|                                     | Unión Cívica Radical Bloquista | Américo Massacesi           | 709                   | 65,35                 |
|                                     | Alianza Civil                  | Rubén D. Sarmiento          | 216                   | 19,91                 |
|                                     | Partido Liberal                | Miguel S. Aciar             | 108                   | 9,95                  |
|                                     | Partido Demócrata Nacional     | Marcelo Zunino              | 52                    | 4,79                  |
|                                     |                                |                             |                       |                       |
| Votos positivos                     | Votos positivos                | Votos positivos             | 1.085                 |                       |
| Caucete 1º 1 Diputado               |                                |                             |                       |                       |
| Partido                             | Partido                        | Candidato                   | Votos                 | %                     |
|                                     | Unión Cívica Radical Bloquista | Ernesto Estrada             | 413                   | 58,58                 |
|                                     | Partido Demócrata Nacional     | Eduardo Yanzón              | 144                   | 20,43                 |
|                                     | Partido Liberal                | Ramón B. Rivera             | 124                   | 17,59                 |
|                                     | Alianza Civil                  | Rosalino Berón              | 24                    | 3,40                  |
|                                     |                                |                             |                       |                       |
| Votos positivos                     | Votos positivos                | Votos positivos             | 705                   |                       |
| Caucete 2º 1 Diputado               |                                |                             |                       |                       |
| Partido                             | Partido                        | Candidato                   | Votos                 | %                     |
|                                     | Unión Cívica Radical Bloquista | Eduardo B. Villanueva       | 1.068                 | 69,99                 |
|                                     | Alianza Civil                  | Alfredo Marcó               | 262                   | 17,17                 |
|                                     | Partido Demócrata Nacional     | Lucio R. Alba               | 185                   | 12,12                 |
|                                     | Partido Liberal                | Daniel A. Coria             | 11                    | 0,72                  |
|                                     |                                |                             |                       |                       |
| Votos positivos                     | Votos positivos                | Votos positivos             | 1.526                 |                       |
| Chimbas 1 Diputado                  |                                |                             |                       |                       |
| Partido                             | Partido                        | Candidato                   | Votos                 | %                     |
|                                     | Unión Cívica Radical Bloquista | Gilberto Bosque             | 402                   | 75,00                 |
|                                     | Alianza Civil                  | Manuel Molina               | 89                    | 16,60                 |
|                                     | Partido Demócrata Nacional     | Pedro Britos                | 25                    | 4,66                  |
|                                     | Partido Liberal                | Pedro Daniel Quiroga        | 20                    | 3,73                  |
|                                     |                                |                             |                       |                       |
| Votos positivos                     | Votos positivos                | Votos positivos             | 536                   |                       |
| Concepción 1º 1 Diputado            |                                |                             |                       |                       |
| Partido                             | Partido                        | Candidato                   | Votos                 | %                     |
|                                     | Unión Cívica Radical Bloquista | Carlos Barros Carril        | 1.331                 | 72,46                 |
|                                     | Alianza Civil                  | Marcelino Ocampo            | 245                   | 13,34                 |
|                                     | Partido Liberal                | Agustín M. González         | 208                   | 11,32                 |
|                                     | Partido Demócrata Nacional     | Horacio Esbry               | 53                    | 2,89                  |
|                                     |                                |                             |                       |                       |
| Votos positivos                     | Votos positivos                | Votos positivos             | 1.837                 |                       |
| Concepción 2º 1 Diputado            |                                |                             |                       |                       |
| Partido                             | Partido                        | Candidato                   | Votos                 | %                     |
|                                     | Unión Cívica Radical Bloquista | Enrique Rodríguez           | 703                   | 77,77                 |
|                                     | Alianza Civil                  | Gustavo H. Yanzón           | 133                   | 14,71                 |
|                                     | Partido Liberal                | Victorio Nesman             | 45                    | 4,98                  |
|                                     | Partido Demócrata Nacional     | Manuel J. Vera              | 23                    | 2,54                  |
|                                     |                                |                             |                       |                       |
| Votos positivos                     | Votos positivos                | Votos positivos             | 904                   |                       |
| Desamparados 1º 1 Diputado          |                                |                             |                       |                       |
| Partido                             | Partido                        | Candidato                   | Votos                 | %                     |
|                                     | Unión Cívica Radical Bloquista | César Baigorri              | 855                   | 76,14                 |
|                                     | Alianza Civil                  | Amando Molina               | 193                   | 17,19                 |
|                                     | Partido Liberal                | Vicente Rodríguez (h)       | 58                    | 5,16                  |
|                                     | Partido Demócrata Nacional     | Aurelio Zalazar             | 17                    | 1,51                  |
|                                     |                                |                             |                       |                       |
| Votos positivos                     | Votos positivos                | Votos positivos             | 1.123                 |                       |
| Desamparados 2º 1 Diputado          |                                |                             |                       |                       |
| Partido                             | Partido                        | Candidato                   | Votos                 | %                     |
|                                     | Unión Cívica Radical Bloquista | Domingo Vignoli             | 1.258                 | 79,42                 |
|                                     | Alianza Civil                  | Pedro E. Pistarini          | 231                   | 14,58                 |
|                                     | Partido Liberal                | Lisandro Bustos             | 73                    | 4,61                  |
|                                     | Partido Demócrata Nacional     | Vicente Morales             | 22                    | 1,39                  |
|                                     |                                |                             |                       |                       |
| Votos positivos                     | Votos positivos                | Votos positivos             | 1.584                 |                       |
| Iglesia 1 Diputado                  |                                |                             |                       |                       |
| Partido                             | Partido                        | Candidato                   | Votos                 | %                     |
|                                     | Unión Cívica Radical Bloquista | Eloy Camus                  | 777                   | 88,80                 |
|                                     | Partido Liberal                | Alfredo Romero              | 85                    | 9,71                  |
|                                     | Alianza Civil                  | Luis P. Álvarez             | 13                    | 1,49                  |
|                                     | Partido Demócrata Nacional     | Mario Atienza               | 0                     | 0,00                  |
|                                     |                                |                             |                       |                       |
| Votos positivos                     | Votos positivos                | Votos positivos             | 875                   |                       |
| Jáchal 1º 1 Diputado                |                                |                             |                       |                       |
| Partido                             | Partido                        | Candidato                   | Votos                 | %                     |
|                                     | Unión Cívica Radical Bloquista | Rafael Pérez                | 543                   | 68,56                 |
|                                     | Alianza Civil                  | Remberto Baca               | 181                   | 22,85                 |
|                                     | Partido Liberal                | José Sixto Alba             | 60                    | 7,58                  |
|                                     | Partido Demócrata Nacional     | Laureano López              | 8                     | 1,01                  |
|                                     |                                |                             |                       |                       |
| Votos positivos                     | Votos positivos                | Votos positivos             | 792                   |                       |
| Jáchal 2º 1 Diputado                |                                |                             |                       |                       |
| Partido                             | Partido                        | Candidato                   | Votos                 | %                     |
|                                     | Unión Cívica Radical Bloquista | Enrique Stoerman            | 514                   | 81,98                 |
|                                     | Partido Liberal                | Alfonso Riveros             | 58                    | 9,25                  |
|                                     | Alianza Civil                  | Miguel E. Perafán           | 51                    | 8,13                  |
|                                     | Partido Demócrata Nacional     | Raúl Baca                   | 4                     | 0,64                  |
|                                     |                                |                             |                       |                       |
| Votos positivos                     | Votos positivos                | Votos positivos             | 627                   |                       |
| Jáchal 3º 1 Diputado                |                                |                             |                       |                       |
| Partido                             | Partido                        | Candidato                   | Votos                 | %                     |
|                                     | Unión Cívica Radical Bloquista | Oscar Ruiz                  | 473                   | 80,99                 |
|                                     | Alianza Civil                  | Antonio Lloveras            | 44                    | 7,53                  |
|                                     | Partido Demócrata Nacional     | Pedro S. Manrique           | 34                    | 5,82                  |
|                                     | Partido Liberal                | Diógenes Figueroa           | 33                    | 5,65                  |
|                                     |                                |                             |                       |                       |
| Votos positivos                     | Votos positivos                | Votos positivos             | 584                   |                       |
| Jáchal 4º 1 Diputado                |                                |                             |                       |                       |
| Partido                             | Partido                        | Candidato                   | Votos                 | %                     |
|                                     | Unión Cívica Radical Bloquista | José M. Peñaloza            | 402                   | 84,63                 |
|                                     | Alianza Civil                  | Julio E. Martínez           | 59                    | 12,42                 |
|                                     | Partido Liberal                | Néstor C. Gahona            | 14                    | 2,95                  |
|                                     | Partido Demócrata Nacional     | Salomón Sasso               | 0                     | 0,00                  |
|                                     |                                |                             |                       |                       |
| Votos positivos                     | Votos positivos                | Votos positivos             | 475                   |                       |
| Pocito 1º 1 Diputado                |                                |                             |                       |                       |
| Partido                             | Partido                        | Candidato                   | Votos                 | %                     |
|                                     | Unión Cívica Radical Bloquista | Héctor Valenzuela           | 713                   | 80,84                 |
|                                     | Alianza Civil                  | Senén Vidal (h)             | 139                   | 15,76                 |
|                                     | Partido Demócrata Nacional     | Carlos Basañes Zavalla      | 19                    | 2,15                  |
|                                     | Partido Liberal                | José María Jofré            | 11                    | 1,25                  |
|                                     |                                |                             |                       |                       |
| Votos positivos                     | Votos positivos                | Votos positivos             | 882                   |                       |
| Pocito 2º 1 Diputado                |                                |                             |                       |                       |
| Partido                             | Partido                        | Candidato                   | Votos                 | %                     |
|                                     | Unión Cívica Radical Bloquista | Marial Porto                | 726                   | 80,94                 |
|                                     | Alianza Civil                  | Teófilo Mauras              | 104                   | 11,59                 |
|                                     | Partido Liberal                | M. Eleodoro Castro          | 36                    | 4,01                  |
|                                     | Partido Demócrata Nacional     | Zoé Quiroga Sánchez         | 31                    | 3,46                  |
|                                     |                                |                             |                       |                       |
| Votos positivos                     | Votos positivos                | Votos positivos             | 897                   |                       |
| Rivadavia y Ullum 1 Diputado        |                                |                             |                       |                       |
| Partido                             | Partido                        | Candidato                   | Votos                 | %                     |
|                                     | Unión Cívica Radical Bloquista | Casimiro Trincado           | 670                   | 70,16                 |
|                                     | Partido Demócrata Nacional     | Genaro Latino               | 113                   | 11,83                 |
|                                     | Alianza Civil                  | Luis D. Tello               | 92                    | 9,63                  |
|                                     | Partido Liberal                | Juan Sarmiento              | 80                    | 8,38                  |
|                                     |                                |                             |                       |                       |
| Votos positivos                     | Votos positivos                | Votos positivos             | 955                   |                       |
| Santa Lucía y 9 de Julio 1 Diputado |                                |                             |                       |                       |
| Partido                             | Partido                        | Candidato                   | Votos                 | %                     |
|                                     | Unión Cívica Radical Bloquista | Rómulo Tobares              | 1.289                 | 70,09                 |
|                                     | Alianza Civil                  | José E. Manrique            | 269                   | 14,63                 |
|                                     | Partido Liberal                | Eusebio Segundo Zapata      | 148                   | 8,05                  |
|                                     | Partido Demócrata Nacional     | Indalecio S. Cortínez       | 133                   | 7,23                  |
|                                     |                                |                             |                       |                       |
| Votos positivos                     | Votos positivos                | Votos positivos             | 1.839                 |                       |
| Sarmiento 1º 1 Diputado             |                                |                             |                       |                       |
| Partido                             | Partido                        | Candidato                   | Votos                 | %                     |
|                                     | Unión Cívica Radical Bloquista | Carlos Terusi               | 439                   | 84,26                 |
|                                     | Alianza Civil                  | Alfredo H. Borkowski        | 57                    | 10,94                 |
|                                     | Partido Demócrata Nacional     | Eduardo Herrero             | 19                    | 3,65                  |
|                                     | Partido Liberal                | Alberto Oro                 | 6                     | 1,15                  |
|                                     |                                |                             |                       |                       |
| Votos positivos                     | Votos positivos                | Votos positivos             | 521                   |                       |
| Sarmiento 2º 1 Diputado             |                                |                             |                       |                       |
| Partido                             | Partido                        | Candidato                   | Votos                 | %                     |
|                                     | Unión Cívica Radical Bloquista | Filamir Herrero             | 297                   | 81,59                 |
|                                     | Alianza Civil                  | Ramiro Ramírez              | 56                    | 15,38                 |
|                                     | Partido Liberal                | Teodoro Santan              | 6                     | 1,65                  |
|                                     | Partido Demócrata Nacional     | Eduardo Podestá de Oro      | 5                     | 1,37                  |
|                                     |                                |                             |                       |                       |
| Votos positivos                     | Votos positivos                | Votos positivos             | 364                   |                       |
| Trinidad 1º 1 Diputado              |                                |                             |                       |                       |
| Partido                             | Partido                        | Candidato                   | Votos                 | %                     |
|                                     | Unión Cívica Radical Bloquista | Federico Guillermo Yanzón   | 1.266                 | 72,72                 |
|                                     | Alianza Civil                  | Pascual Quiroga             | 303                   | 17,40                 |
|                                     | Partido Liberal                | Telésforo Robledo           | 127                   | 7,29                  |
|                                     | Partido Demócrata Nacional     | Ernesto de León             | 45                    | 2,58                  |
|                                     |                                |                             |                       |                       |
| Votos positivos                     | Votos positivos                | Votos positivos             | 1.741                 |                       |
| Trinidad 2º 1 Diputado              |                                |                             |                       |                       |
| Partido                             | Partido                        | Candidato                   | Votos                 | %                     |
|                                     | Unión Cívica Radical Bloquista | Josué Lozada                | 545                   | 69,25                 |
|                                     | Alianza Civil                  | Julio V. Reyes              | 113                   | 14,36                 |
|                                     | Partido Liberal                | Antonio del Pin             | 101                   | 12,83                 |
|                                     | Partido Demócrata Nacional     | Justo Barboza               | 28                    | 3,56                  |
|                                     |                                |                             |                       |                       |
| Votos positivos                     | Votos positivos                | Votos positivos             | 787                   |                       |
| Valle Fértil 1 Diputado             |                                |                             |                       |                       |
| Partido                             | Partido                        | Candidato                   | Votos                 | %                     |
|                                     | Unión Cívica Radical Bloquista | Estergidio Martínez Mendoza | 303                   | 69,82                 |
|                                     | Partido Liberal                | Juan M. Conte Grand         | 92                    | 21,20                 |
|                                     | Partido Demócrata Nacional     | Julio R. Aguiar             | 36                    | 8,29                  |
|                                     | Alianza Civil                  | José P. García              | 3                     | 0,69                  |
|                                     |                                |                             |                       |                       |
| Votos positivos                     | Votos positivos                | Votos positivos             | 434                   |                       |